# ب‌ام‌و نیو کلاس
ب‌ام‌و نیو کلاس یا ب‌ام‌و کلاس جدید (به انگلیسی: BMW New Class)، (به آلمانی: Neue Klasse) رده‌ای از خودروهای سدان و کوپه است که در سال‌های ۱۹۶۲ تا ۱۹۷۷ توسط شرکت ب‌ام‌و در مونیخ، آلمان و جاکارتا تولید شده‌است. طراحی این خودروها از نوع خودروهای موتور جلو-محور عقب است.

## نیو کلاس کوپه
ب‌ام‌و نیو کلاس کوپه (BMW New Class coupé) رده‌ای از خودروهای ب‌ام‌و است که در سال‌های ۱۹۶۵ تا ۱۹۶۹ در اسنابروک تولید شده‌است.
این خودروها در کلاس خودرو GT قرار گرفته و طراحی آن‌ها از نوع خودروهای موتور جلو-محور عقب است. سیستم جعبه‌دندهٔ این خودروها به دو صورت خودکار و دستی است.

## سری ۰۲
سری ۰۲ دارای مدل‌های مختلفی از انواع سدان و کوپه است که تولید آن‌ها از ۱۹۶۹ آغاز شد.
ب‌ام‌و ۲۰۰۲تی آی آی
ب‌ام‌و ۲۰۰۲تی آی آی (BMW 2002tii) خودرویی است که در سال‌های ۱۹۷۲ تا ۱۹۷۴ تولید شده‌است. طول آن در حالت طبیعی ۴٬۲۱۶ میلیمتر (۱۶۶٫۰ اینچ)، عرض آن در حالت طبیعی ۱٬۶۲۶ میلیمتر (۶۴٫۰ اینچ)، ارتفاع آن در حالت طبیعی ۱٬۲۷۰ میلیمتر (۵۰ اینچ) و وزن آن در حالت طبیعی ۱٬۰۱۰ کیلوگرم (۲٬۲۳۰ پوند) است. سیستم جعبه‌دندهٔ آن به صورت دستی است.

## مشخصات فنی
- نوع گیربکس: ۴ دنده دستی
- نوع دیفرانسیل: عقب
- حجم موتور: ۱۹۹۱ سی سی
- تعداد سیلندر: ۴
- تعداد سوپاپ: ۸
- قدرت: ۹۹٫۴/۵۵۰۰ (اسب بخار/دور دقیقه)
- گشتاور: ۱۵۷/۳۵۰۰ (نیوتن متر/دور دقیقه)
- طول :۴۲۳۰ میلی‌متر
- عرض :۱۵۹۰ میلی‌متر
- ارتفاع :۱۴۱۰ میلی‌متر
- حداکثر سرعت :۱۷۱ کیلومتر در ساعت
- شتاب ۰ تا ۱۰۰: ۱۰٫۴ ثانیه
- مصرف سوخت: ۱۱٫۸ لیتر در ۱۰۰ کیلومتر
- حجم مخزن :۴۶ لیتر

## نگارخانه

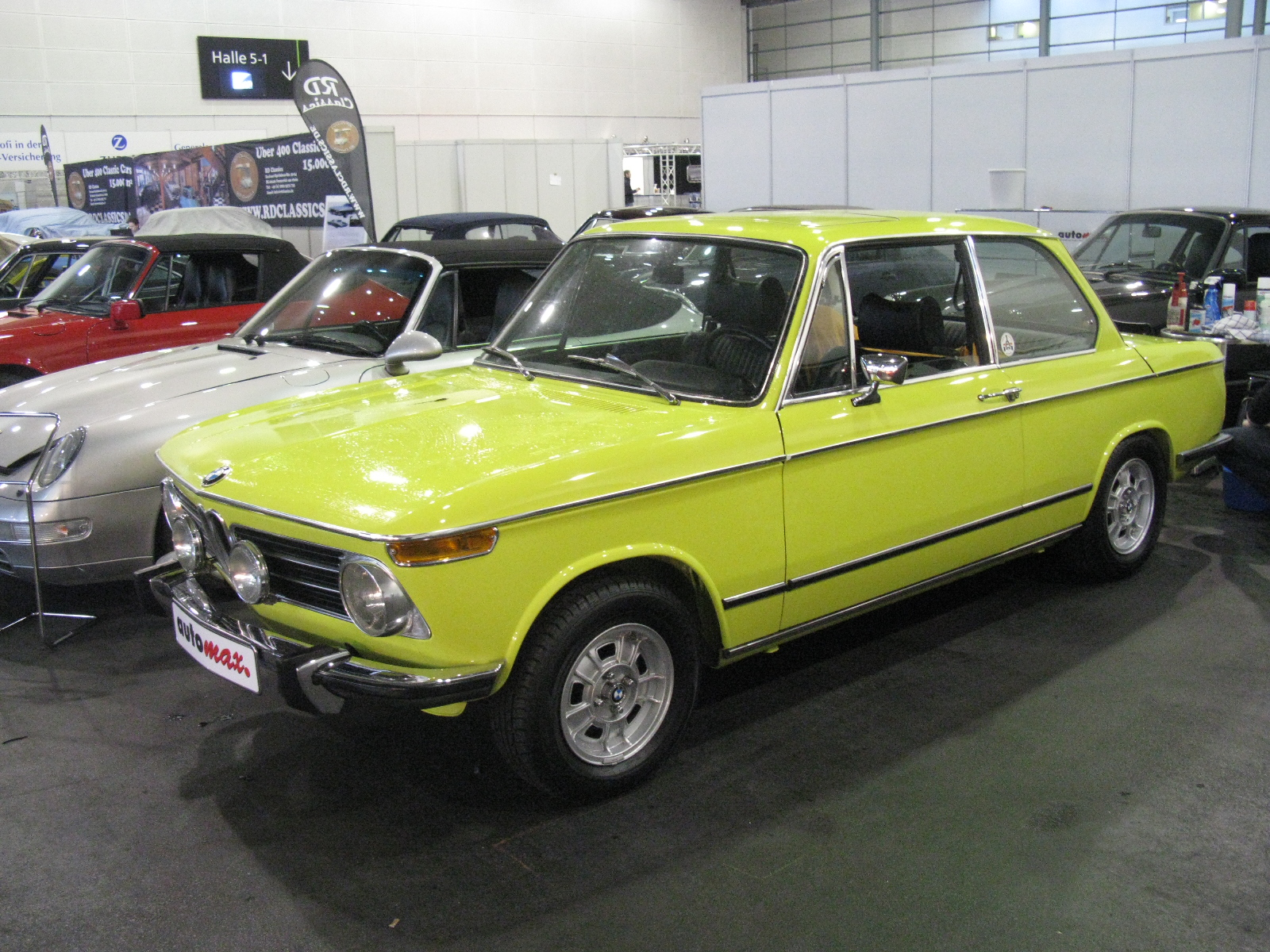
ب‌ام‌و ۲۰۰۲تی‌آی‌آی
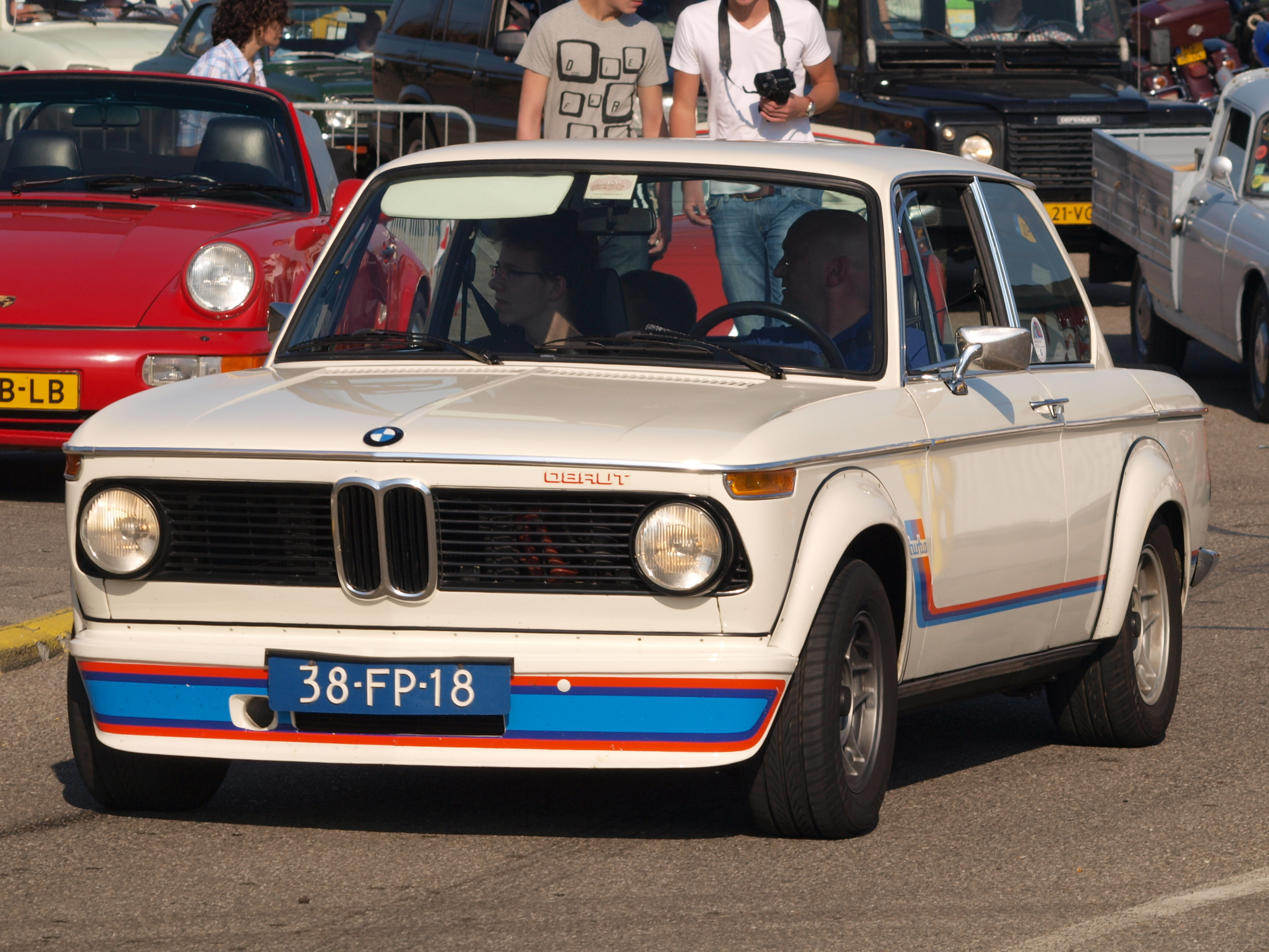
ب‌ام‌و ۲۰۰۲ توربو
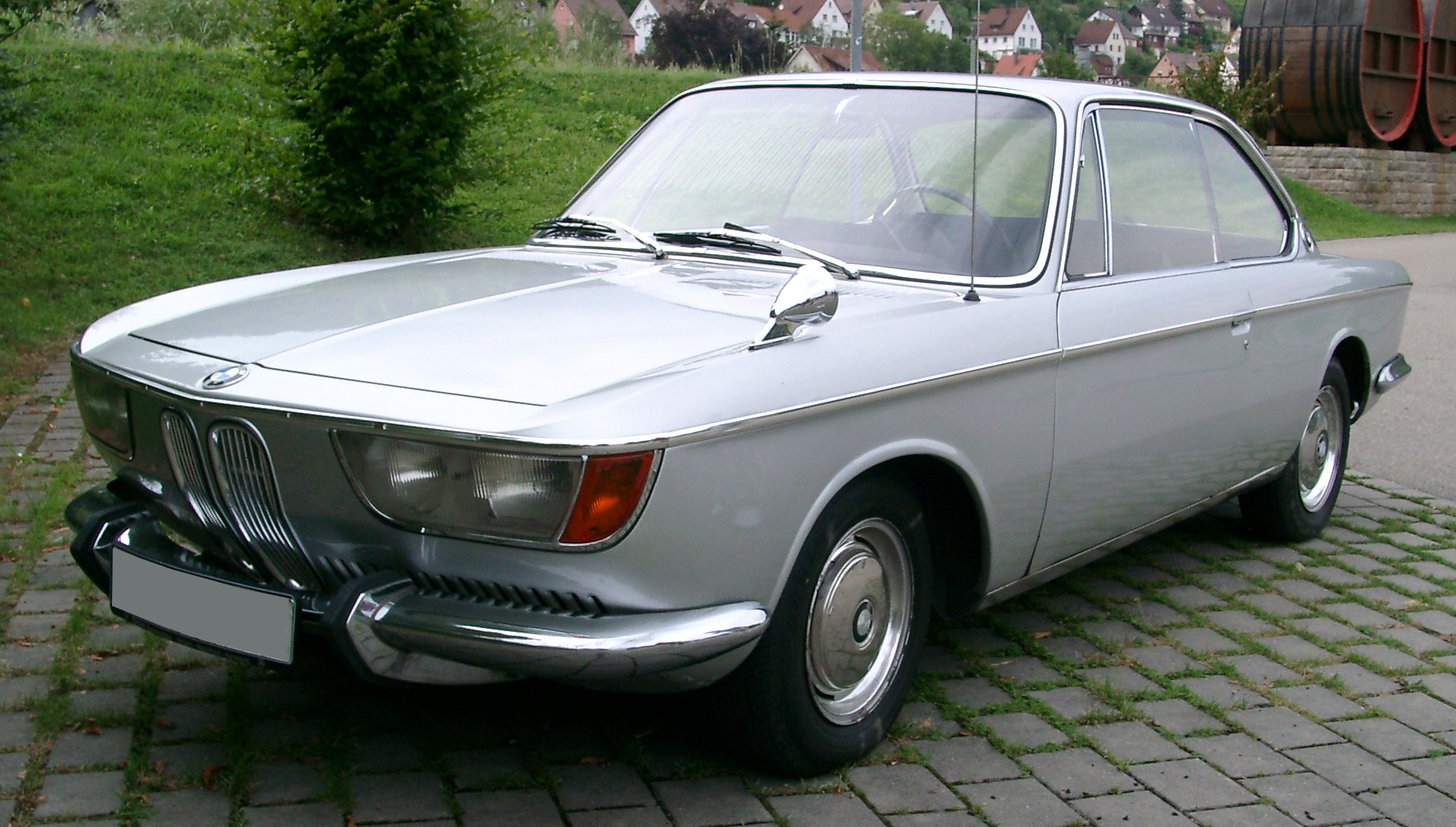